# Kópavogskirkja

Kópavogskirkja (isländska: Kópavogurs kyrka), den äldsta kyrkan i Kópavogur, ett samhälle på sydvästra Island. Kyrkans karakteristiska utseende med fyra bågar återfinns i Kópavogurs kommunemblem.
Kyrkan ligger på Borgarholt, en höjd i västra Kópavogur, varifrån man har en vacker utsikt över Reykjavik och grannkommunerna.
Kyrkobygget påbörjades 1958 och kyrkan invigdes 16 december 1963.